# HIL bus

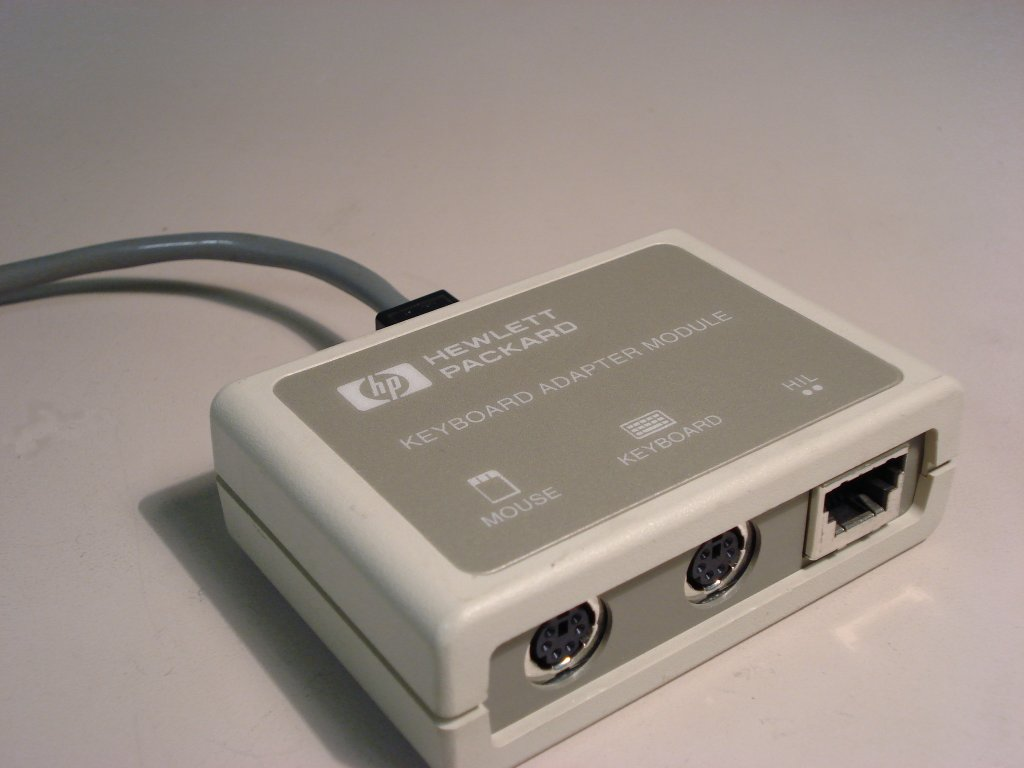
Adattatore HP HIL che permette di collegare le tastiere standard per ed il mouse all'host HIL. Si nota alla destra la porta di tipo pass-through che permette ad altri dispositivi HIL di essere collegati in modalità Daisy chain.

L'HP-HIL (Hewlett-Packard Human Interface Link) è un bus per computer utilizzato dalla Hewlett-Packard per connettere tastiere, mouse, Trackball, digitalizzatori, tavolette grafiche, Lettore di codice a barre, manopole rotative, Touch screen ed altre periferiche di input alle loro workstations HP 9000.
Questo tipo di bus è stato in uso fino alla metà degli anni '90 quando HP passò alla tecnologia PS/2 per il suo HIL.
L'HIL poteva essere trovato sugli HP basati su PA-RISC e Motorola 68k e sui primi computer della serie HP Vectra.
I sistemi operativi HP-UX, OpenBSD, Linux e NetBSD includono i driver per supportare L'HIL bus ed i dispositivi HIL.